# Bothriuridae
Bothriuridae é uma família de escorpiões, da ordem Arachnida.

## Gêneros
| Bothriurus Peters, 1861                  |
| Brachistosternus Pocock, 1893            |
| Brazilobothriurus Lourenço & Monod, 2000 |
| Centromachetes Lønnberg, 1897            |
| Cercophonius Peters, 1861                |
| Lisposoma Lawrence, 1928                 |
| Orobothryurus Maury, 1975                |
| Pachakutej Ochoa, 2004                   |
| Phoniocercus Pocock, 1893                |
| Tehuankea Cekalovic, 1973                |
| Thestylus Simon, 1880                    |
| Timogenes Simon, 1880                    |
| Urophonius Pocock, 1893                  |
| Vachonia Abalos, 1954                    |